# Adi Shamir
Adi Shamir (Tel Aviv, 6 de julho de 1952) é um criptógrafo israelita.
Foi um dos inventores do algoritmo RSA e da criptoanálise diferencial.